# Le più belle canzoni (Al Bano & Romina Power)
Le più belle canzoni è la prima raccolta di successi, la maggior parte riarrangiati, di Al Bano & Romina Power. È stata pubblicata in Italia nel 1991 in occasione della loro partecipazione con la canzone Oggi sposi al Festival di Sanremo 1991.

## Tracce
1. Oggi sposi (Giancarlo Andretto, Depsa)
2. Nel sole (Albano Carrisi, Pino Massara, Vito Pallavicini)
3. Dialogo (Albano Carrisi, Romina Power)
4. Ci sarà (Dario Farina, Cristiano Minellono)
5. Sempre sempre (Claude Lemesle, Michel Carrè, Michel Gouty, Vito Pallavicini)
6. Acqua di mare (Albano Carrisi, Vito Pallavicini)
7. Nessun dorma (Giacomo Puccini, Giuseppe Adami, Renato Simoni - dall'opera Turandot)
8. Felicità (Dario Farina, Gino De Stefani, Cristiano Minellono)
9. Il ballo del qua qua (Lorenzo Raggi, Romina Power, Terry Rendall, Werner Thomas)
10. Nostalgia canaglia (Albano Carrisi, Mercurio, Romina Power, Vito Pallavicini, Willy Molco)
11. Mattino (Ruggero Leoncavallo, Vito Pallavicini)
12. Libertà (Springbock, L.B.Horn, Willy Molco, Romina Power, Vito Pallavicini)
13. Sharazan (Ciro Dammicco, Albano Carrisi, Romina Power)
14. Ave Maria (Franz Schubert, Vito Pallavicini, rielaboratore Al Camarro)